# Bovallstrand
Bovallstrand is een plaats in de gemeente Sotenäs in het landschap Bohuslän en de provincie Västra Götalands län in Zweden. De plaats heeft 476 inwoners (2005) en een oppervlakte van 69 hectare.

## Verkeer en vervoer
Bij de plaats loopt de Länsväg 174.